# Баргаш ибн Саид
Сеи́д сэр Барга́ш ибн Саи́д аль-Бусаи́д (1837 — 26 марта 1888) — султан Занзибара с 1870 года.

## Биография
Баргаш ибн Саид был одним из сыновей последнего султана объединенного Омана Саида ибн Султана и младшим братом первого султана Занзибара Маджида ибн Саида.
В 1859 году Баргаш ибн Саид предпринял попытку государственного переворота на Занзибаре с целью свержения старшего брата. Переворот не удался, и Баргаш был сослан в Бомбей на два года. Через несколько лет, после смерти Маджида ибн Саида в 1870 году, он стал вторым султаном Занзибара.

## Правление

### Внутренняя политика

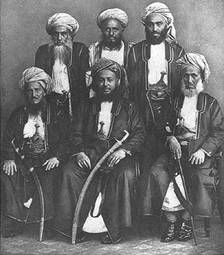
Баргаш ибн Саид в окружении министров

Вступив на престол, первым делом Баргаш ибн Саид избавился от своего младшего брата Халифы, без видимой причины посадив его в тюрьму. Их сестра Сеида Сальме (в будущем — известная писательница Эмили Рюте), в своей автобиографии, написанной в 1886 году полагала, что Баргаш боялся предательства и попытки захвата власти со стороны брата, какую он сам когда-то предпринял против Маджида. По версии Рюте, именно она сыграла ключевую роль в освобождении Халифы из заключения, сумев уговорить брата-султана.
В то же время Баргаш ибн Саид проявил себя как успешный реформатор и созидатель в области градостроительства. Он сыграл ключевую роль в благоустройстве Каменного города в городе Занзибар, способствовал модернизации инфраструктуры государства, а именно: закладке дорог и парков, строительству больниц, проложению водопровода и организации общественных бань.
В 1870 году, едва придя к власти, султан заключил договор с Великобританией, согласно которому власти Занзибара обязывались наложить запрет на работорговлю в стране. Несмотря на имевший место запрет, на деле работорговля продолжалась. Окончательное её искоренение произошло гораздо позже, с присоединением Занзибара к Британской империи.

### Потеря территорий
К концу правления Баргаш ибн Саид стал свидетелем отторжения от своего государства части земель в Восточной Африке (современное побережье Танзании). В 1884 году немецкий авантюрист и колонизатор Карл Петерс заключил с туземными правителями Танганьики ряд соглашений, переведя их под «защиту» Германской империи. В феврале 1885 года эти отчасти незаконные приобретения были ратифицированы правительством Германии. Весной 1885 года Баргаш попытался остановить очередного африканского вождя — кенийского султана Виту — но суда Германского Императорского флота, приведенные к берегам Восточной Африки, помешали ему сделать это.
Опасавшаяся усиления позиций Германии в Африке, в конфликт вмешалась Великобритания и добилась некоторых уступок с германской стороны. По договору о разделе сфер влияния от 29 октября 1886 года обе державы признали право Занзибара на небольшую 10-мильную полосу вдоль побережья от Португальского Мозамбика до реки Таны и ряд портовых городов на побережье Сомали.
Это соглашение, однако, действовало недолго. Уже после смерти Баргаша, в 1890 году, немцы получили недостающие территории по Занзибарскому договору.